# Huevo de la piña
El huevo de la piña es un huevo Fabergé. 

## Diseño
Está elaborado en oro, plata, diamantes de talla rosa, diamantes brillantes y esmalte azul real translúcido. Un extremo de la piña, símbolo de la Resurrección, está engastado con cuatro diamantes de retrato en forma de pétalo, formando un trébol de cuatro hojas que encierra la fecha "1900". El extremo opuesto está engastado con una estrella de diamante de talla rosa, que encierra un diamante de retrato sobre una miniatura posterior de una mujer joven. El huevo originalmente llevaba el monograma BK (para Barbara Kelch) debajo del diamante del retrato, probablemente similar al del huevo Kelch de 1899. El huevo tiene una altura de 9,5 cm.

### Sorpresa
La cáscara del huevo se abre para revelar, en un compartimento de terciopelo ajustado, una sorpresa, un autómata de elefante indio de plata oxidada con colmillos de marfil que sostiene un mahout con turbante esmaltado sentado sobre una silla de montar de esmalte guilloche rojo y verde con flecos dorados. Cada lado está engastado con tres collares de diamantes de talla rosa, uno cubre un ojo de cerradura. Cuando se le da cuerda con la llave de oro original, el pequeño elefante avanza pesadamente, cambiando su peso de un lado a otro, mientras gira la cabeza y agita la cola.

## Historia
Fue fabricado con supervisión del joyero ruso Peter Carl Fabergé en 1900 por el maestro Michael Perkhin para Alexander Kelch, quien se lo regaló a su esposa, Barbara (Varvara) Kelch-Bazanova. Uno de los seis huevos Kelch vendidos a Morgan en París por A La Vieille Russie. Se vendió en 1929 a un coleccionista privado de los Estados Unidos. Vendido en 1989 por Christie's Ginebra a Joan Kroc (viuda de Ray Kroc, expresidente de McDonald's) de San Diego, California por 3,1 millones de dólares. Daniel Grossman, un marchante de arte de Nueva York, representó a Joan Kroc en la venta y se mantuvo al teléfono con ella durante toda la subasta.  La señora Kroc le dijo más tarde al New York Times: "Me emocioné cuando me dijeron que había comprado el huevo". Recientemente había prometido 1 millón de dólares para el festival de arte de tres semanas de San Diego de 1989 "Tesoros de la Unión Soviética" y el huevo fue el huevo de Fabergé número 26 en el festival. En 1997, Christie's ofreció el huevo en Nueva York en una venta encabezada por la colección Fabergé de William Kazan, pero no se vendió con la oferta más alta de 2,8 millones de dólares. La estimación de preventa fue de 3,5 a 4,5 millones.